# Wahlen in den Vereinigten Staaten 2025

Ausgangslage bei den Gouverneurswahlen 2025:

Ergebnisse der Nachwahlen zum US-Repräsentantenhaus 2025:

Die Wahlen in den Vereinigten Staaten 2025 finden großteils am 4. November statt – bzw. wurden in einigen Fällen bereits davor abgehalten.

## Übersicht
Gewählt werden dabei:
- die Gouverneure in New Jersey und Virginia
- die Vizegouverneure in New Jersey und Virginia
- der Attorney General in Virginia
- zumindest 6 neue Abgeordnete für das Repräsentantenhaus der Vereinigten Staaten bei Nachwahlen
- die Unterhäuser der Staatsparlamente (State Legislatures) in New Jersey und Virginia
- neue Richter für den Supreme Court in Pennsylvania und Wisconsin
- neue Bürgermeister

## Gouverneurswahlen

### New Jersey
In New Jersey darf der amtierende demokratische Gouverneur Phil Murphy nach zwei Amtsperioden nicht erneut antreten.
Für die Demokraten wird die Abgeordnete zum Repräsentantenhaus der Vereinigten Staaten, Mikie Sherrill, ins Rennen gehen. Sie konnte die demokratischen Vorwahlen – wo mehrere männliche Konkurrenten gegen sie antraten – deutlich für sich entscheiden. Im Falle ihrer Wahl wäre sie nach Christine Todd Whitman (1994–2001) erst die zweite Frau im Amt des Gouverneurs von New Jersey. Für die Republikaner tritt Jack Ciattarelli an, welcher bereits 2021 der offizielle Kandidat der Republikaner war, aber Gouverneur Murphy knapp unterlag. In den Umfragen liegt Sherrill im Durchschnitt ca. 5 bis 10 Prozentpunkte vor Ciattarelli. Die Demokratin Kamala Harris konnte New Jersey bei der Präsidentschaftswahl 2024 mit etwa 6 Prozent Vorsprung gewinnen. Die Wahl findet am 4. November statt.

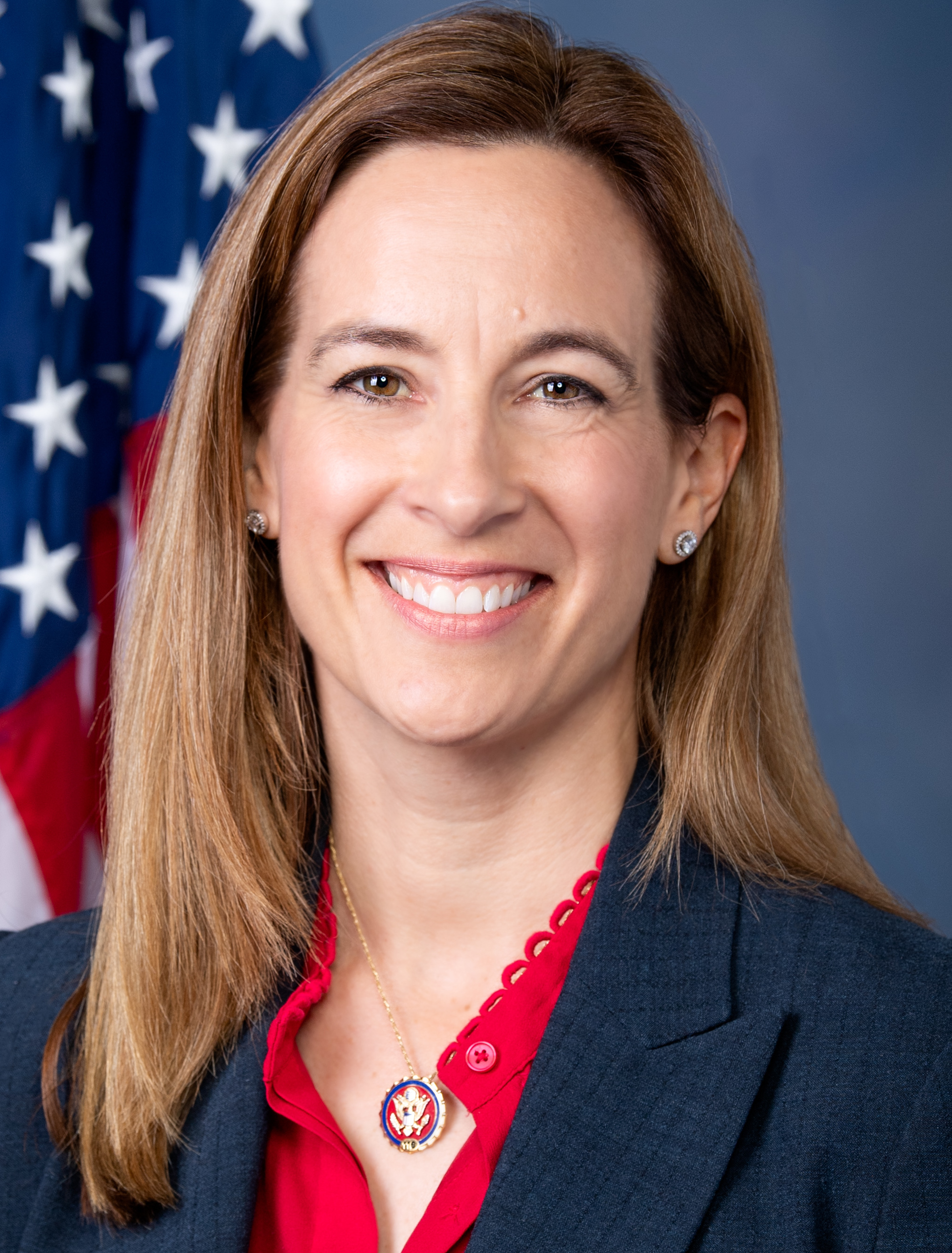
Mikie Sherrill
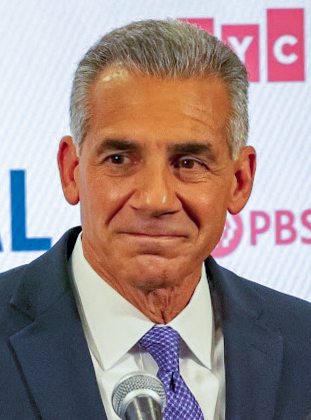
Jack Ciattarelli

Ergebnis
| Kandidaten | Kandidaten                             | Partei       | Stimmen | % |
| ---------- | -------------------------------------- | ------------ | ------- | - |
|            | Mikie Sherrill – (Vize: Dale Caldwell) | Demokraten   |         |   |
|            | Jack Ciattarelli – (Vize: Jim Gannon)  | Republikaner |         |   |
|            | Sonstige & write-in-Stimmen            |              |         |   |
| Quelle:    |                                        |              |         |   |

### Virginia
In Virginia darf der amtierende republikanische Gouverneur Glenn Youngkin nach einer Amtsperiode nicht erneut antreten. Virginia ist der einzige US-Bundesstaat mit einem Verbot von aufeinanderfolgenden Amtsperioden für Gouverneure. Ehemalige Gouverneure dürften aber theoretisch nach mindestens 4 Jahren Wartezeit erneut für maximal eine weitere Amtsperiode kandidieren (was bisher auch zwei Gouverneure getan haben und welche auch erneut gewählt wurden).
Bei den Republikanern hatte sich die amtierende Vizegouverneurin Winsome Earle-Sears als einzige Kandidatin für die Nachfolge von Gouverneur Youngkin qualifiziert. Am 3. April 2025 gab auch die Demokratische Partei bekannt, dass die US-Kongressabgeordnete Abigail Spanberger die einzige Demokratische Kandidatin sei, die sich zur Vorwahl am 17. Juni 2025 zur Gouverneurswahl in Virginia qualifiziert hatte. Damit war sicher, dass Youngkin nach der Wahl im November die erste Frau im Gouverneursamt von Virginia nachfolgen wird. In den Umfragen liegt Spanberger im Durchschnitt ca. 5–10 Prozentpunkte vor Earle-Sears. Die Demokratin Kamala Harris konnte Virginia bei der Präsidentschaftswahl 2024 mit etwa 6 Prozent Vorsprung gewinnen. Die Wahl findet am 4. November statt.

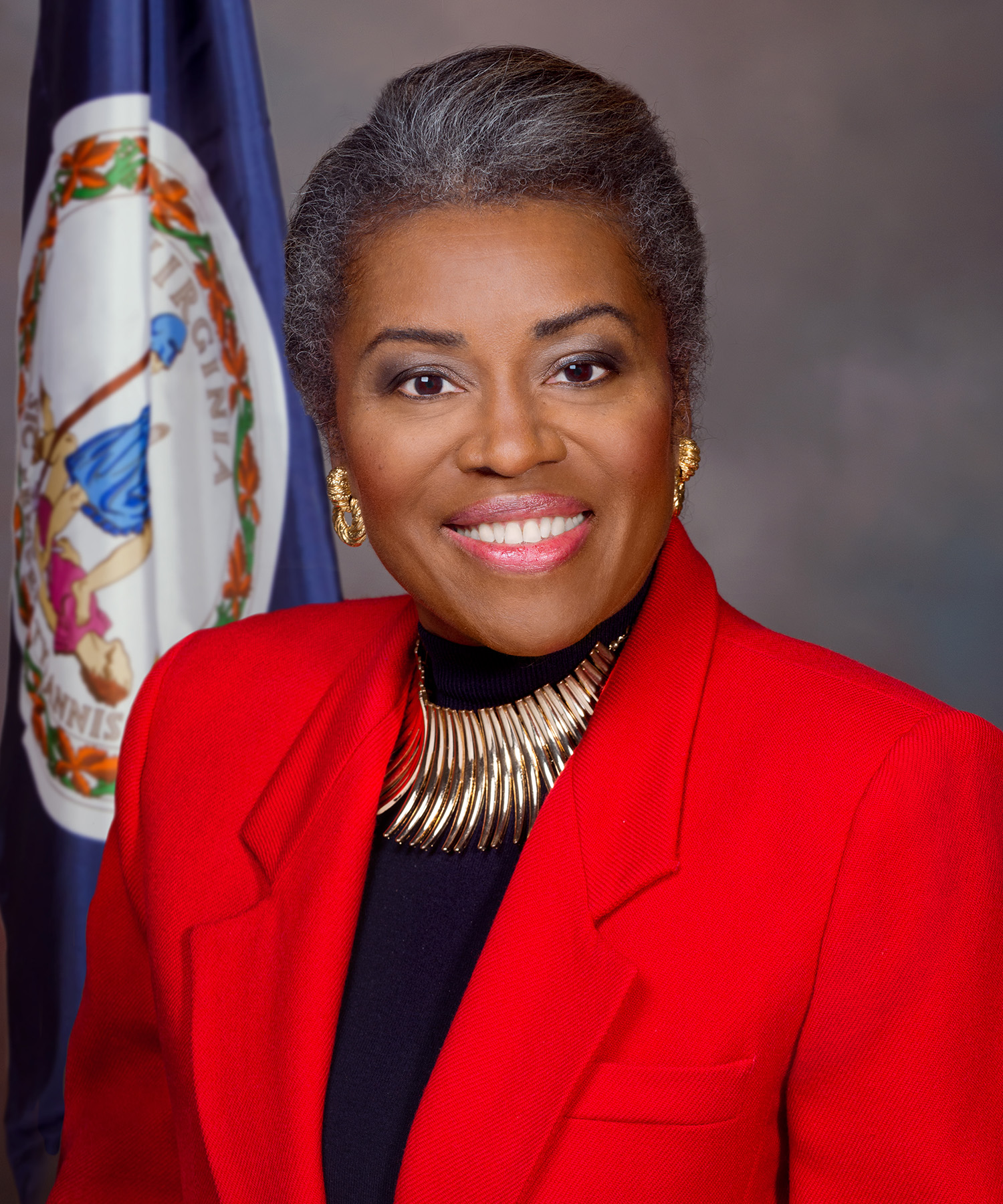
Winsome Earle-Sears
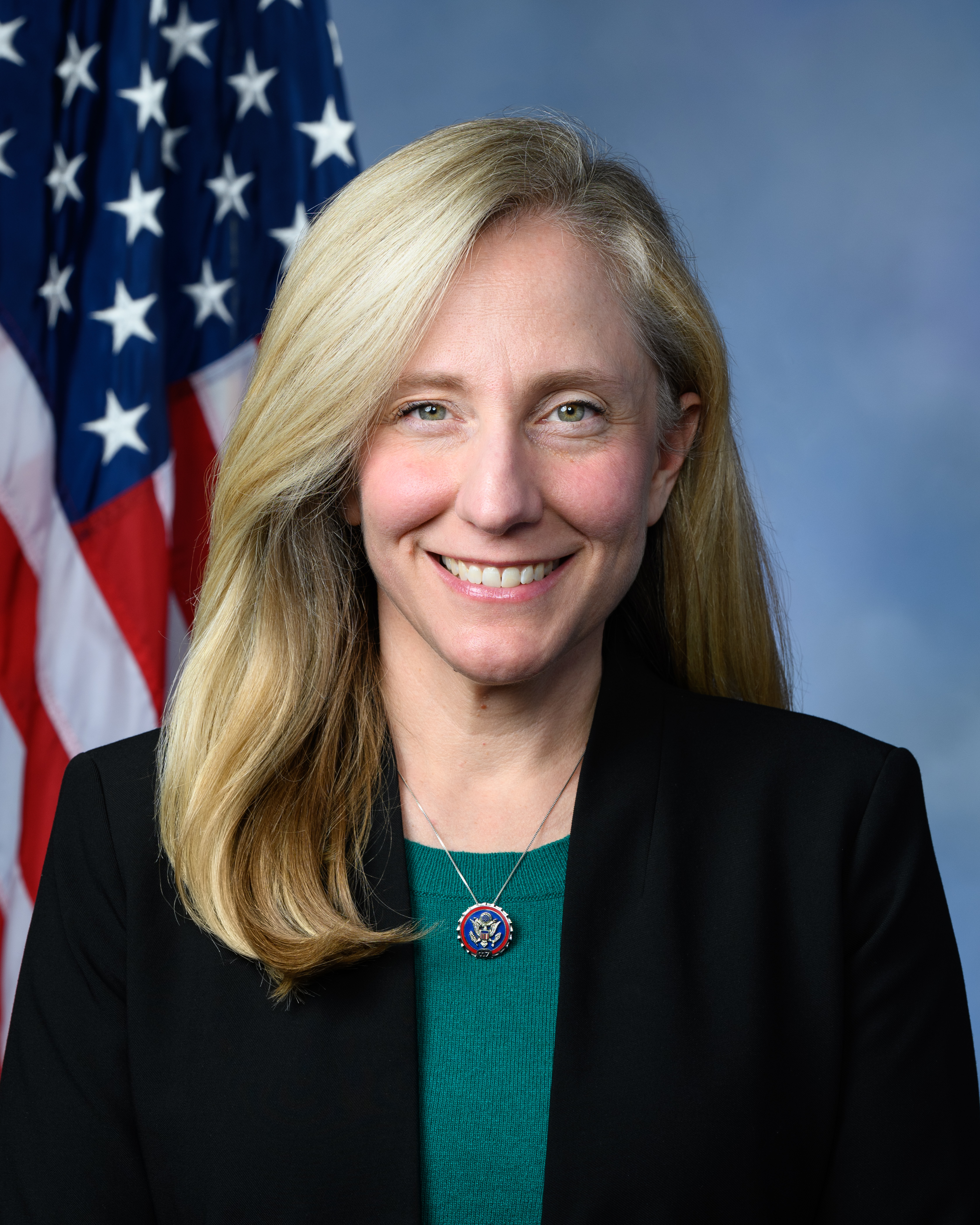
Abigail Spanberger

Ergebnis
| Kandidat | Kandidat                    | Partei       | Stimmen | % |
| -------- | --------------------------- | ------------ | ------- | - |
|          | Abigail Spanberger          | Demokraten   |         |   |
|          | Winsome Earle-Sears         | Republikaner |         |   |
|          | Sonstige & write-in-Stimmen |              |         |   |
| Quelle:  |                             |              |         |   |

## Vizegouverneurswahlen

### New Jersey
In New Jersey wird der Vizegouverneur mit dem Gouverneur als zusammengehöriges „ticket“ von den Wählern gewählt. Die amtierende Demokratin Tahesha Way tritt nicht erneut an. Ende Juli 2025 gab die Demokratin Mikie Sherrill bekannt, dass sie mit Dale Caldwell als Vizegouverneurskandidat in die Hauptwahl gehen wird. Der Republikaner Jack Ciattarelli gab ebenfalls Ende Juli bekannt, mit Jim Gannon als Vizegouverneurskandidat antreten zu wollen. Die Wahl findet am 4. November statt.
Ergebnis

Siehe Gouverneurswahl in New Jersey.

### Virginia
In Virginia wird der Vizegouverneur separat von den Wählern gewählt. Die amtierende Republikanerin Winsome Earle-Sears tritt nicht erneut an. Für die Republikaner tritt der Radiomoderator John Reid an, für die Demokraten die Staatssenatorin Ghazala Hashmi. Hashmi liegt in den Umfragen ca. 5–10 Prozent vor Reid. Die Wahl findet am 4. November statt.

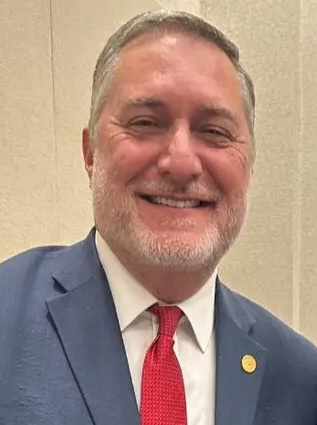
John Reid
Ghazala Hashmi

Ergebnis
| Kandidat | Kandidat                    | Partei       | Stimmen | % |
| -------- | --------------------------- | ------------ | ------- | - |
|          | Ghazala Hashmi              | Demokraten   |         |   |
|          | John Reid                   | Republikaner |         |   |
|          | Sonstige & write-in-Stimmen |              |         |   |
| Quelle:  |                             |              |         |   |

## Wahl des Attorney General in Virginia
Der amtierende Republikaner Jason Miyares tritt erneut an, für die Demokraten geht Jay Jones ins Rennen. Die Wahl findet am 4. November statt.

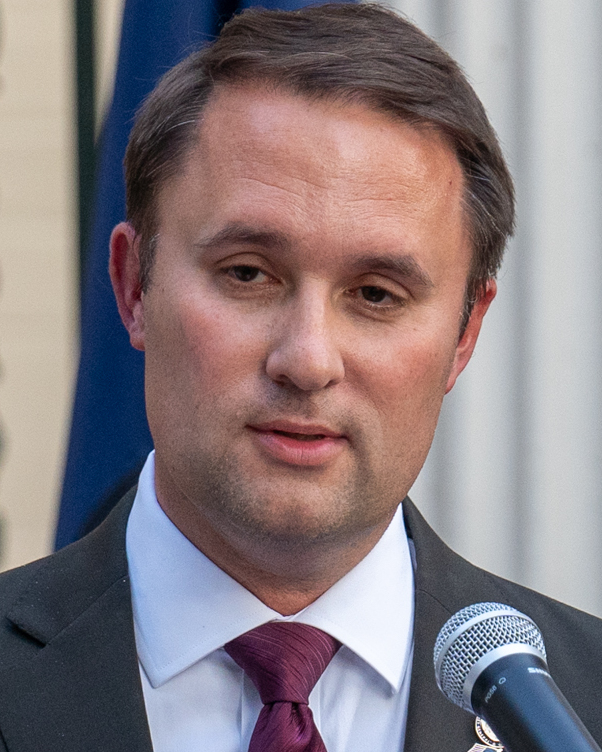
Jason Miyares
Jay Jones

Ergebnis
| Kandidat | Kandidat                    | Partei       | Stimmen | % |
| -------- | --------------------------- | ------------ | ------- | - |
|          | Jay Jones                   | Demokraten   |         |   |
|          | Jason Miyares               | Republikaner |         |   |
|          | Sonstige & write-in-Stimmen |              |         |   |
| Quelle:  |                             |              |         |   |

## Nachwahlen zum US-Repräsentantenhaus
Mit Stand 18. Juli 2025 wurden bereits 2 Nachwahlen abgehalten, weitere 4 wurden bereits angesetzt.
Bei den zwei Nachwahlen am 1. April 2025 in Florida konnten die Republikaner beide Sitze (FL-01, FL-06) verteidigen.
Die weiteren 4 geplanten Nachwahlen finden am 9. September (VA-11), 23. September (AZ-07), 4. November (TX-18) und 2. Dezember (TN-07) statt.
Sowohl bei den drei demokratischen Wahlbezirken VA-11, AZ-07, TX-18 als auch beim republikanischen Wahlbezirk TN-07 handelt es sich um Hochburgen der Parteien, ein Wechsel der Parteizugehörigkeit bei den Nachwahlen gilt damit als so gut wie ausgeschlossen.
Die Nachwahlen in den 3 demokratischen Wahlbezirken wurden jeweils nötig, da der Amtsinhaber verstarb – die 3 republikanischen Nachwahlen alle aufgrund von Rücktritten der Amtsinhaber.
Ergebnisse
| Gebiet      | Gebiet     | Bisheriger Amtsinhaber | Gewinner          | Gewinner     |
| Bundesstaat | Wahlbezirk | Bisheriger Amtsinhaber | Neuer Amtsinhaber | Partei       |
| ----------- | ---------- | ---------------------- | ----------------- | ------------ |
| Arizona     | 7.         | Raúl Grijalva          |                   |              |
| Florida     | 1.         | Matt Gaetz             | Jimmy Patronis    | Republikaner |
| Florida     | 6.         | Michael Waltz          | Randy Fine        | Republikaner |
| Tennessee   | 7.         | Mark Green             |                   |              |
| Texas       | 18.        | Sylvester Turner       |                   |              |
| Virginia    | 11.        | Gerry Connolly         |                   |              |

## Wahlen der Landesparlamente

### New Jersey
Die Wahlen für das Unterhaus des Staatsparlaments von New Jersey (State Legislature) finden am 4. November statt.
Von den insgesamt 80 Sitzen stellen die Demokraten derzeit 52, die Republikaner 28.
Ergebnis
| Partei  | Partei       | Stimmen | % | Sitze |
| ------- | ------------ | ------- | - | ----- |
|         | Demokraten   |         |   |       |
|         | Republikaner |         |   |       |
| Quelle: |              |         |   |       |

### Virginia
Die Wahlen für das Unterhaus des Staatsparlaments von Virginia (State Legislature) finden am 4. November statt.
Von den insgesamt 100 Sitzen stellen die Demokraten derzeit 51, die Republikaner 48 – während zusätzlich ein zuvor stark republikanischer Bezirk derzeit vakant ist.
Ergebnis
| Partei  | Partei       | Stimmen | % | Sitze |
| ------- | ------------ | ------- | - | ----- |
|         | Demokraten   |         |   |       |
|         | Republikaner |         |   |       |
| Quelle: |              |         |   |       |

## Supreme Court-Wahlen

### Pennsylvania Supreme Court
Der Supreme Court von Pennsylvania besteht aus 7 Mitgliedern. 5 der 7 Mitglieder sind derzeit Demokraten, 2 sind Republikaner. Die Wahlen finden am 4. November statt. Bei den Wahlen wird über die „retention“, also die Beibehaltung (durch Ja/Nein-Stimmen) von 3 demokratischen Richtern abgestimmt.

### Wisconsin Supreme Court
Als die dem liberalen Flügel des höchsten Gericht zugerechnete Richterin Ann Walsh Bradley ankündigte, in den Ruhestand zu treten, kandidierte Susan Crawford für deren Sitz am Wisconsin Supreme Court. Während sie von der Demokratischen Partei und liberalen Spendern unterstützt wurde, wurde ihr Gegenkandidat, Richter am Waukesha County Circuit Court und ehemaliger republikanischer Attorney General Brad Schimel, von Republikanern, Donald Trump und Elon Musk unterstützt. Der Wahlkampf, der in Wisconsin offiziell parteiunabhängig ist, war mit geschätzt über 100 Millionen Dollar der teuerste Wahlkampf für eine Richterstelle in der Geschichte der Vereinigten Staaten, er brach den bei der Wahl der Richterin Janet Protasiewicz 2023 in Wisconsin aufgestellten Rekord ($ 56 Millionen). Elon Musk und ihm zuzurechnende Gruppen gaben alleine schon etwa 25 Millionen Dollar zugunsten ihres Gegenkandidaten aus. Musk trat auch persönlich im Wahlkampf auf und behauptete, dass die Entwicklung der westlichen Zivilisation vom Ausgang der Wahl in Wisconsin abhinge. Für Susan Crawford trat demokratische Prominenz wie Bernie Sanders, Tim Walz und Amy Klobuchar auf. Sie war auch Empfängerin von Spenden von Reid Hoffman, J. B. Pritzker und George Soros, die aber nicht Musks Großspendensummen erreichten. Die Wahl am 1. April 2025 hatte eine geringere Wahlbeteiligung als die Präsidentschaftswahl im November 2024, aber eine deutlich höhere als bei der Wahl von Janet Protasiewicz in den Wisconsin Supreme Court zwei Jahre zuvor. Sie gewann die Wahl gegen Schimel mit 55 % zu 45 %.

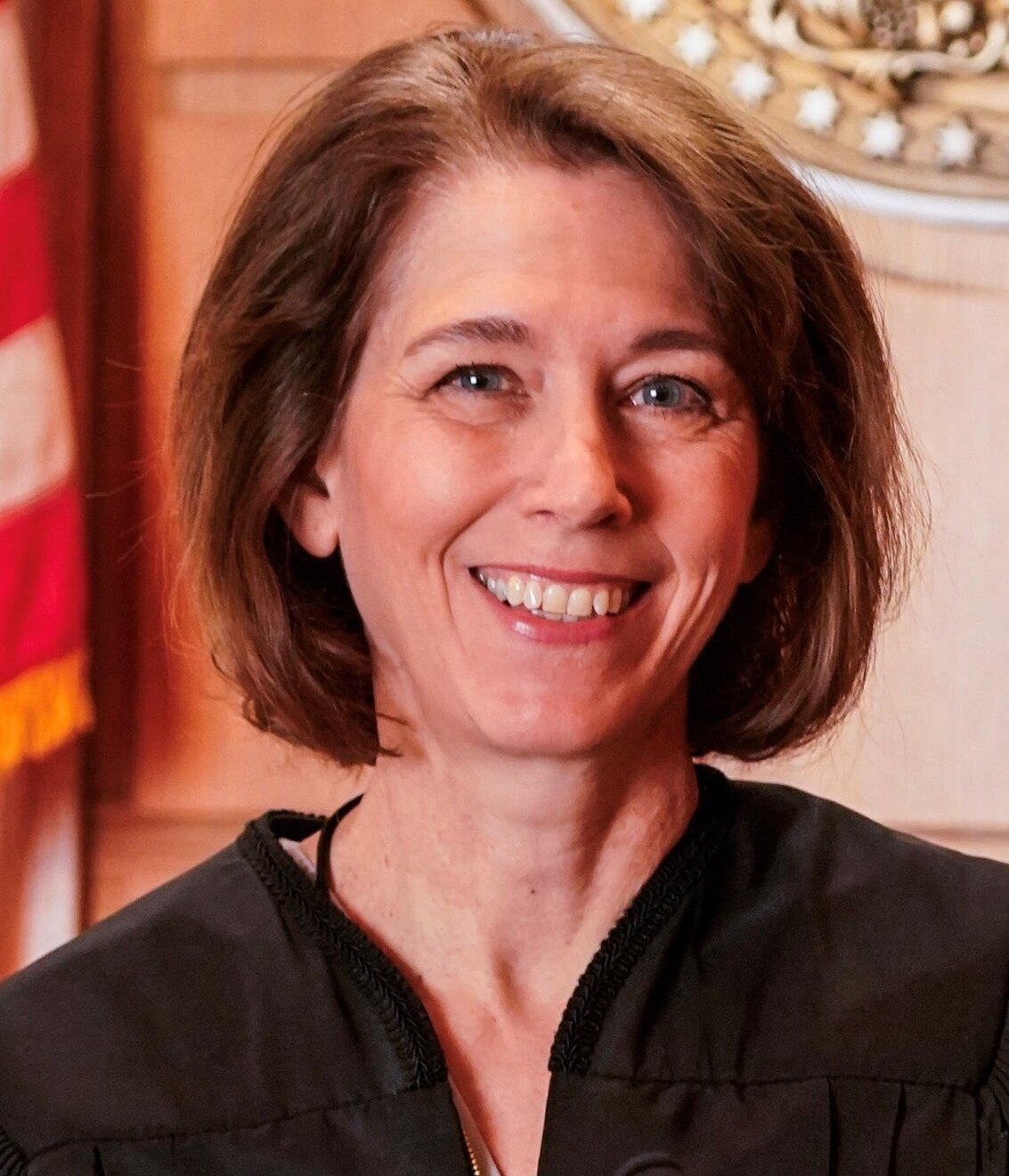
Susan Crawford
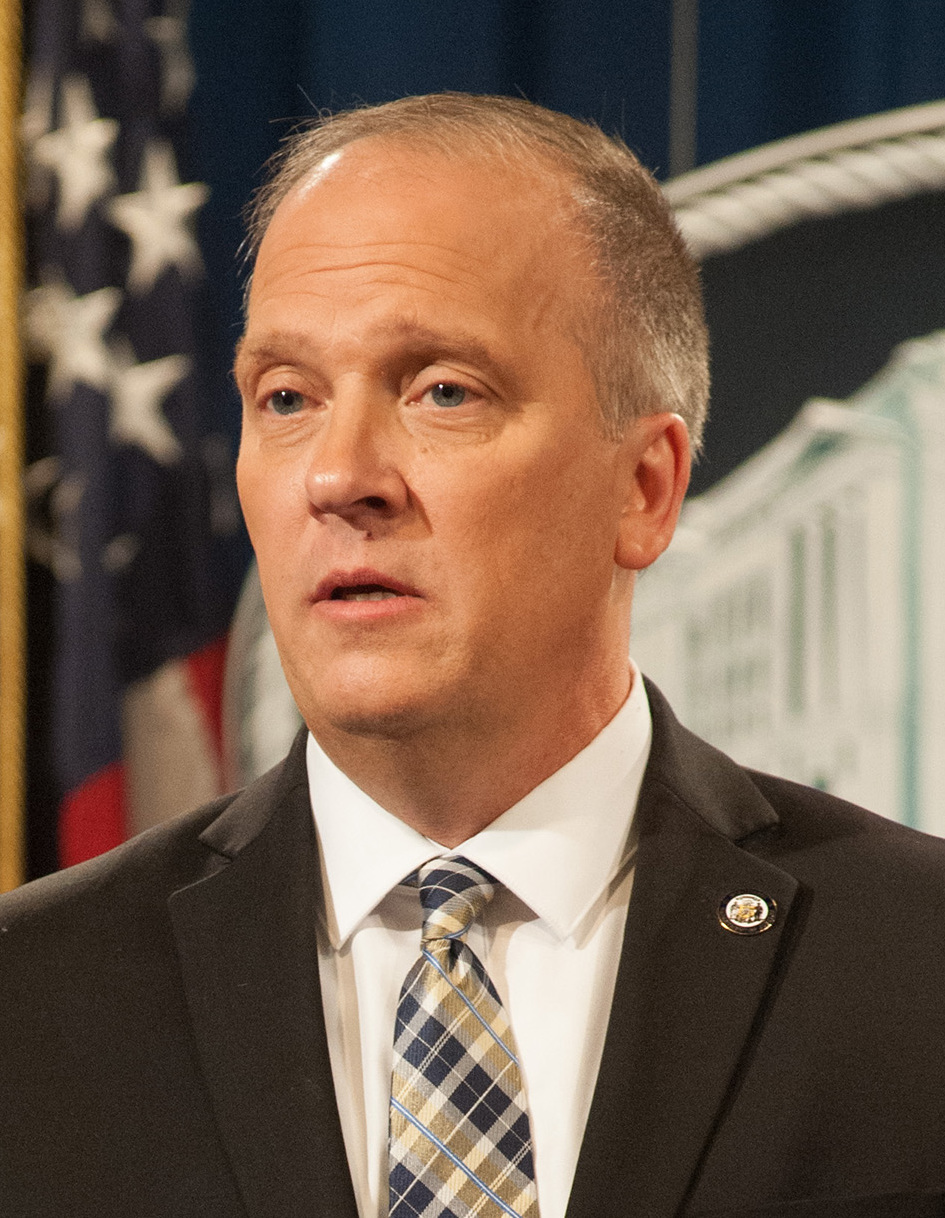
Brad Schimel

Ergebnis
| Kandidat                             | Kandidat         | Partei                                        | Stimmen   | %     |
| ------------------------------------ | ---------------- | --------------------------------------------- | --------- | ----- |
|                                      | Susan Crawford   | Unabhängig, von den Demokraten unterstützt    | 1,301,137 | 55.02 |
|                                      | Brad Schimel     | Unabhängig, von den Republikanern unterstützt | 1,062,330 | 44.92 |
|                                      | Write-in-Stimmen |                                               | 1,420     | 0.06  |
| Quelle: WEC Canvass Reporting System |                  |                                               |           |       |

## Bürgermeisterwahlen
Neue Bürgermeister werden unter anderem in den folgenden größeren Städten gewählt:
(Anzahl der Einwohner in Klammern)
- New York City, NY – 8,804,190
- San Antonio, TX – 1,434,625
- Fort Worth, TX – 918,915
- Charlotte, NC – 874,579
- Seattle, WA – 737,015
- Boston, MA – 675,647
- Detroit, MI – 639,111
- Albuquerque, NM – 564,559
- Atlanta, GA – 498,715
- Omaha, NE – 486,051
- Miami, FL – 442,241
- Oakland, CA – 440,646
- Minneapolis, MN – 429,954
- New Orleans, LA – 383,997
- Cleveland, OH – 372,624
- St. Paul, MN – 311,527
- Cincinnati, OH – 309,317
- Pittsburgh, PA – 302,971
- St. Louis, MO – 301,578

### New York City
Die meiste Aufmerksamkeit der Medien, politischer Experten, sowie nationaler Parteien galt der Bürgermeisterwahl in New York City am 4. November: